# إدي وايت
إدي وايت (بالإنجليزية: Eddie White)‏ (13 أبريل 1935 المملكة المتحدة - ) هو لاعب كرة قدم بريطاني يلعب كمهاجم.